# Linha São Domingos - Pomarão
A Linha de São Domingos ao Pomarão, igualmente conhecida como Ramal das Minas de São Domingos, foi uma rede ferroviária, isolada do sistema ferroviário português, que tinha como principal objectivo transportar a produção de pirite das Minas de São Domingos para o porto fluvial do Pomarão, no Rio Guadiana, onde era descarregado para navios, com destino ao estrangeiro. Situava-se no Leste do concelho de Mértola, em Portugal. A exploração mineira iniciou-se em 1859, e foi encerrada em 1965.

## Descrição

### Percurso e vias
A rede ferroviária das Minas de São Domingos era composta essencialmente pelo percurso desde o couto mineiro até às instalações portuárias no Pomarão, um porto de abrigo no Rio Guadiana, situado a cerca de 20 km da mina. Tinha uma extensão total de aprox. 15 km, com três estações intermédias, possuindo um traçado muito sinuoso.
As vias, tanto no interior da mina como no exterior usavam uma bitola de 1.067 mm (3 pés e 6 polegadas), de forma a dispensar a necessidade de transbordos do mineral. Nas galerias, os vagões eram rebocados por mulas até aos elevadores, que foram construídos tendo em vista as dimensões dos vagões. Os vagões também era puxados por cordas ligadas a motores a vapor, e pelas locomotivas em alguns casos.

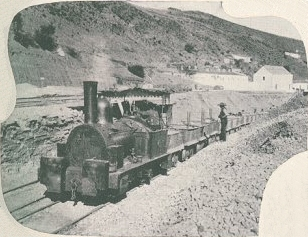
Comboio a caminho do Pomarão.

### Material circulante
Inicialmente foi utilizada a tracção animal para puxar os vagões de minério, tendo depois sido empregues locomotivas a vapor. As locomotivas foram fabricadas pela casa Manning Wardle, de Leeds, no Reino Unido. O tipo de atrelagem utilizado era o dos dois tampões e da união dos três elos, tendo sido provavelmente a primeira vez que este sistema foi introduzido em território nacional.
Em termos de material rebocado, os vagões utilizados em 1872 pesavam cerca de duas toneladas, e tinham um corpo em ferro e chassis em madeira de carvalho, com quatro rodas revestidas com aros de aço; o reservatório tinha capacidade para cerca de 4½ toneladas de minério, e possuía uma abertura lateral, para o descarregamento do minério.

## História

### Antecedentes
Os primeiros empreendimentos de exploração da Mina de São Domingos remontam à época das grandes civilizações, sendo então o minério transportado por terra até Mértola, onde era feito o transbordo para navios que desciam o Rio Guadiana. A exploração mineira terminou nos finais do domínio romano, no século IV.
Só no século XIX é que retomou o aproveitamento das minas de São Domingos, no âmbito da Revolução Industrial, tendo sido entregue inicialmente a um grupo espanhol, que no entanto não tinha quaisquer intenções de desenvolver a exploração, pelo que apenas fez alguns trabalhos de prospecção, que renderam poucas centenas de toneladas de minério. Em 1856, a administração do couto passou para a firma Mason & Barry, Ltd. de Londres. Sob a nova gestão, foram construídas as infra-estruturas portuárias no Pomarão, e instalada uma estrada desde este ponto até à mina, uma vez que o jazigo estava situado numa zona de relevo montanhoso no interior, e não existiam quaisquer vias de acesso. A exploração das minas de São Domingos iniciou-se em 1858. Tal como aconteceu com outros jazigos mineiros no Alentejo, como as Minas da Caveira, Juliana e Aljustrel, o transporte do minério era feito originalmente por almocreves, utilizando carroças puxadas por mulas ou cavalos, tendo a estrada sido posteriormente alargada e melhorada, para facilitar as deslocações.

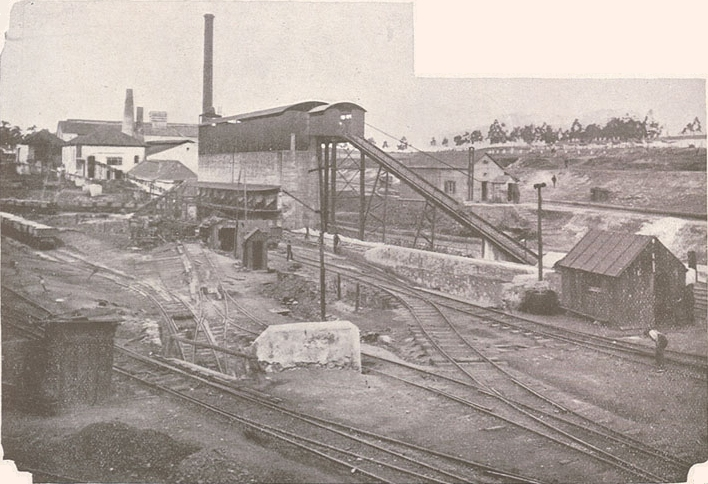
Nova máquina em São Domingos, na Década de 1910.

### Construção e evolução
Pouco tempo depois, foi instalada uma via férrea, onde inicialmente continuou a ser utilizada a tracção de sangue. No entanto, este tipo de transporte revelou-se ineficaz para escoar a cada vez maior produção mineira, pelo que por volta de 1861 ou 1863 começaram a ser utilizadas locomotivas a vapor à superfície, embora no interior das galerias continuassem a ser utilizados animais para rebocar os vagões. O caminho de ferro mineiro do Pomarão foi uma das primeiras linhas de via estreita em Portugal. Além de aumentar a capacidade de escoamento, a instalação da via férrea também permitiu uma considerável redução no custo do transporte do minério. No entanto, a dependência dos almocreves em relação à mina era muito grande, pelo que a população insurgiu-se contra os comboios a vapor, tendo feito tentativas para sabotar as vias férreas.
Embora no início fosse muito condicionada, a rede ferroviária foi-se desenvolvendo à medida que a exploração foi aumentando, tendo o parque de material chegado às dezenas de locomotivas e centenas de vagões nos princípios do Século XX. Assim, o caminho de ferro tornou-se uma parte integrante não só das operações mineiras, mas também da vivência local, tendo várias povoações, como Santana de Cambas, passado a reger-se pelos movimentos dos comboios e dos navios no Pomarão. Nos primeiros anos da República, o horário dos maquinistas e do pessoal ligado aos caminhos de ferro foi fixado em 10 horas, das quais oito horas e meia eram de trabalho, no âmbito de nova legislação lançada pelo governo, que procurou melhorar as condições de trabalho.

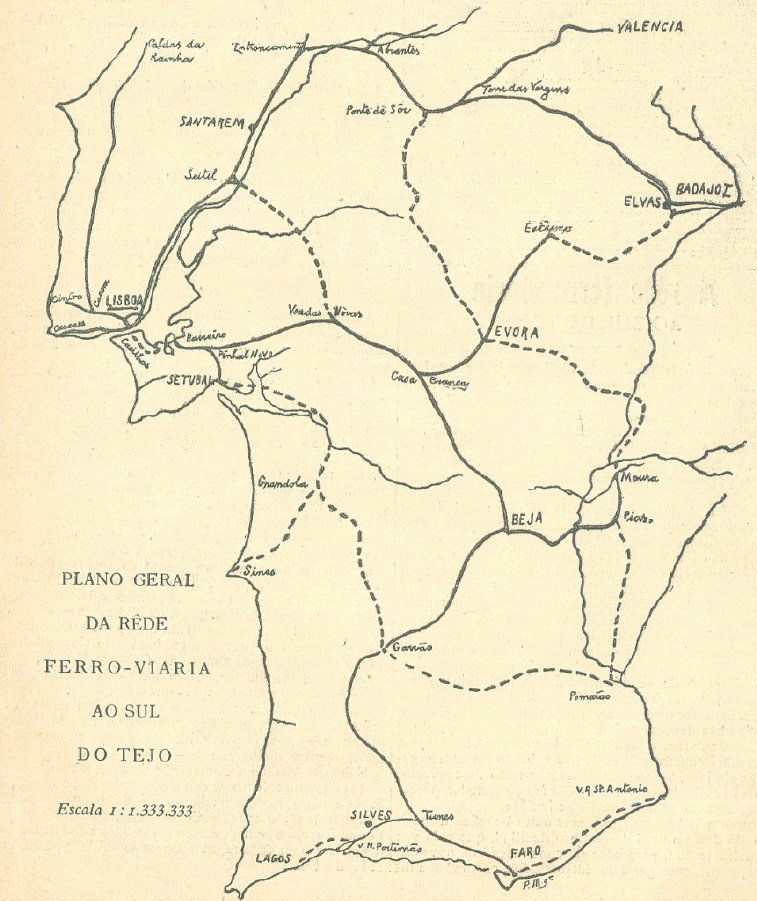
Plano da Rede ao Sul do Tejo. No canto inferior direito, estão as duas linhas projectadas para ligar Pomarão a Évora e Garvão.

### Ligação planeada à rede ferroviária nacional

#### Primeira fase
Durante a discussão sobre o prolongamento do Caminho de Ferro do Sul a partir de Beja até ao Algarve, na década de 1860, um deputado acusou o estado de dar mais prioridade às regiões do Norte do país em detrimento do Sul, em relação ao desenvolvimento da rede ferroviária, e que o Alentejo era uma das províncias mais avançadas em termos de actividades de mineração, especialmente a Mina de São Domingos, que produzia uma importante tonelagem de minério, e que esta e outras explorações poderiam ser muito beneficiadas com a ligação à rede ferroviária nacional. Com efeito, em 1864 registou-se a passagem de 563 navios pelo cais do Pomarão, que transportaram cerca de 100 mil toneladas de minério para o Reino Unido, e no ano seguinte já estava a ser instalada maquinaria a vapor para depurar o cobre e, desta forma, rentabilizar a sua exportação. Apesar da existência da via fluvial para escoar a produção, os deputados do Alentejo continuaram a utilizar as Minas de São Domingos como pretexto para defender que a continuação da linha para Sul de Beja devia ser feita até às margens do Rio Guadiana, passando a menos de 20 Km do couto mineiro, para que a administração das minas pudesse construir um ramal até à linha principal, e assim transportar o minério até ao Porto de Lisboa.
No entanto, devido à mina já ter facilidades próprias de transporte, esta proposta não foi aceite como tendo peso suficiente para desviar a linha para o Algarve, pelo que se escolheu o traçado alternativo, por São Bartolomeu de Messines e Faro. A ideia de ligar as minas à rede nacional foi retomada na transição para o século XIX, quando se procurou construir uma linha férrea que servisse o vale do Rio Guadiana, desde Évora até ao Pomarão, passando por Reguengos de Monsaraz, Mourão, Moura, Pias (aproveitando a Linha do Sueste, que já estava construída) e por Serpa. Devido aos elevados custos de construção, a linha não seria construída além de Pomarão até Vila Real de Santo António, pelo que essa zona continuaria a ser suprida apenas pela navegação fluvial. Outro projecto apresentado nesta altura para ligar o Caminho de Ferro do Sul a Pomarão foi a Linha do Baixo Alentejo, que teria o seu início entre as estações de Garvão e Casével, e passagem por Ourique e Almodôvar ou Castro Verde. O troço de Pias a Pomarão foi um dos projectos listados num inquérito que se fez ao público em 1899 sobre quais as linhas que deviam ser feitas, tendo sido inserido como via estreita, e servindo não só a Mina de São Domingos, mas também outros jazigos mineiros na região. Ambas as linhas foram inseridas no Plano Geral da Rede Ferroviaria ao Sul do Tejo, decretado em 27 de Novembro de 1902.

#### Segunda fase
Em 12 de Agosto de 1922, o Partido Liberal Republicano realizou um congresso distrital, onde se firmou que uma das prioridades reivindicativas na região eram as ligações ferroviárias de Pomarão a Serpa e Garvão. O Plano Geral da Rede Ferroviária, publicado pelo Decreto n.º 18:190, de 28 de Março de 1930, manteve a intenção de ligar o Pomarão a Évora e à Linha do Sul; o primeiro projecto foi denominado de Linha do Guadiana, do qual já estavam construídos os troços de Évora a Reguengos e de Moura a Pias, enquanto que a Linha do Baixo Alentejo foi substituída pela Linha de Mértola, que teria início em Castro Verde e terminaria na Linha do Guadiana, passando por Mértola.
Apesar de ter chegado a ser a maior operação mineira no país, São Domingos pouco contribuiu para o desenvolvimento do concelho em termos de transportes. Com efeito, a administração apenas se interessava pelos meios relativos à exploração das minas, motivo pelo qual só no Barreiro, e depois em Setúbal, é que se formaram os pólos industriais que aproveitavam os minérios produzidos em São Domingos.

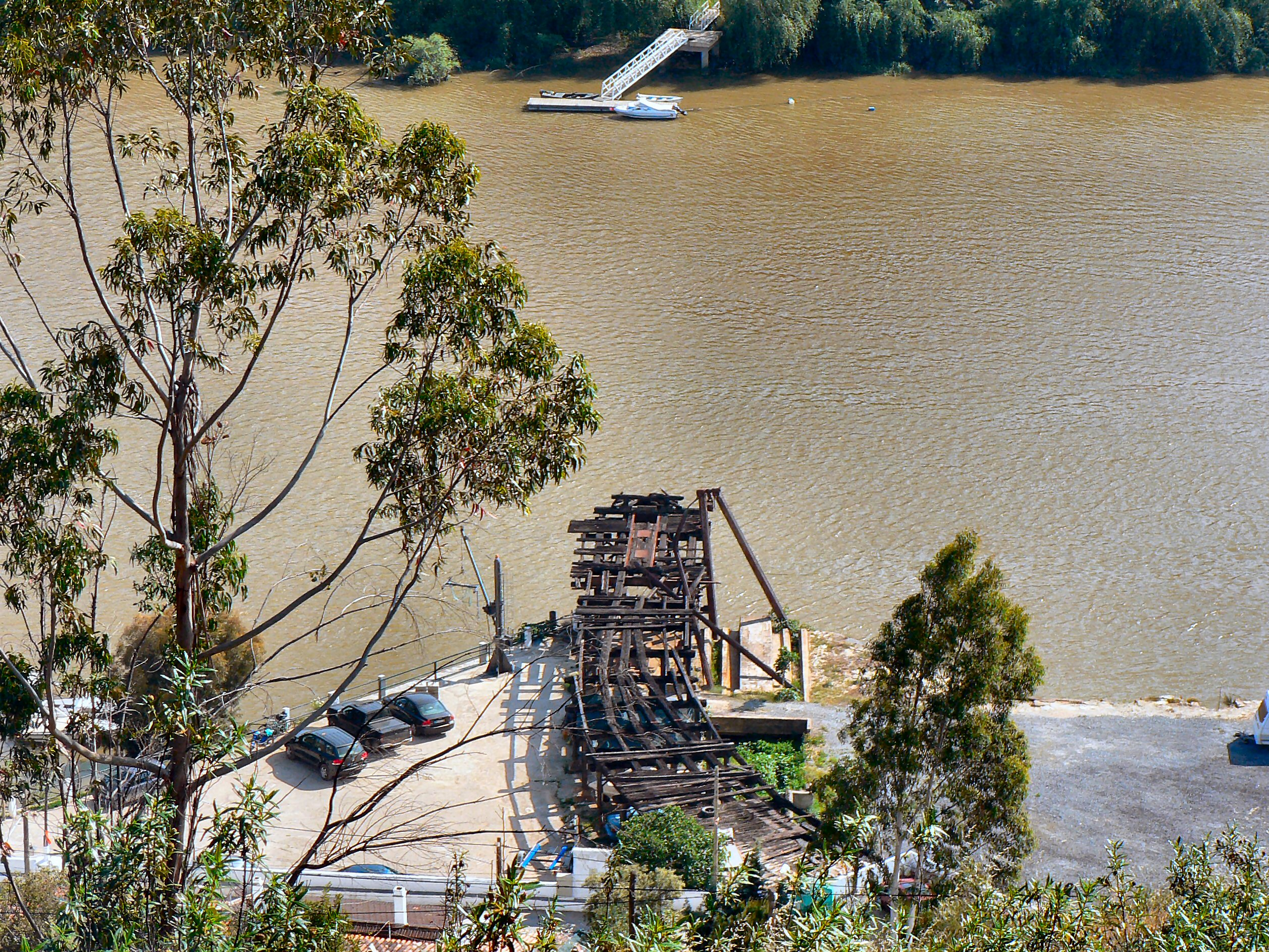
Terminal de descarga de minério do Pomarão (abandonado; 2006).

### Encerramento e classificação
Na Década de 1950, as reservas existentes começaram a terminar, tendo a mina encerrado em 1965, ano em que se esgotou o minério.
A Portaria n.º 581, de 13 de Julho de 1994, ratificou o Plano Geral de Urbanização da Mina de São Domingos e do Pomarão, que abrangia os núcleos das minas de São Domingos e do porto fluvial do Pomarão, e a antiga via férrea que os unia; o objectivo era proteger e requalificar o património existente, para possibilitar futuras utilizações do ponto de vista social e turístico. No âmbito deste projecto, foi preconizada a reinstalação da rede ferroviária, não só pela sua importância histórica, mas também como uma forma de auxiliar o desenvolvimento industrial e do turismo na região; o antigo edifício das oficinas gerais seria reconvertido para uso como terminal ferroviário e rodoviário.
Todo o antigo complexo das minas de São Domingos e todas as infra-estruturas de apoio, incluindo os vestígios dos equipamentos ferroviários, foram classificados como conjunto de interesse público pela Portaria n.º 414, de 18 de Junho de 2013.

## Leitura recomendada
- ANTUNES, J. A. Aranha;  et al. (2010). 1910-2010: o caminho de ferro em Portugal. Lisboa: CP-Comboios de Portugal e REFER - Rede Ferroviária Nacional. 233 páginas. ISBN 978-989-97035-0-6
- BENTO, Miguel da Conceição (2013). Vida e morte numa mina do Alentejo: Pobreza, mutualismo e provisão social: O caso de S. Domingos (Mértola) na primeira metade do séc. XX. Castro Verde: 100 Luz. 175 páginas. ISBN 978-989-8448-16-3
- CUSTÓDIO, Jorge (2013). Minas de S. Domingos : território, história e património mineiro. Lisboa: Universidade de Lisboa - Instituto Superior de Economia e Gestão - Centro de Investigação em Sociologia Económica e das Organizações. 180 páginas. ISBN 978-989-96593-3-9
- GUITA, Rui; MARTINS, João Miguel Serrão (2013). Patrimónios e potencialidades da Mina de S. Domingos: o exemplo Erica andevalensis, Cabezudo y Rivera. Évora: Fundação Serrão Martins, Agência de Desenvolvimento Regional do Alentejo e Câmara Municipal de Mértola. 95 páginas. ISBN 978-989-95571-3-0
- VILLAS-BOAS, Alfredo Vieira Peixoto de (2010) [1905]. Caminhos de Ferro Portuguezes. Lisboa e Valladollid: Livraria Clássica Editora e Editorial Maxtor. 583 páginas. ISBN 8497618556